# Ophiarachnella africana
Ophiarachnella africana är en ormstjärneart som beskrevs av Jean Baptiste François René Koehler 1914. Ophiarachnella africana ingår i släktet Ophiarachnella och familjen Ophiodermatidae. Inga underarter finns listade i Catalogue of Life.